# Wijthmenerplas
Wijthmenerplas (ook wel Wiethemerplas) is een recreatieplas in de Nederlandse gemeente Zwolle (provincie Overijssel). Hij ligt in de Marsweteringlanden, in de buurtschap Herfte, ten noorden van Wijthmen en ten oosten van Zalné. De plas is in de jaren 1970 ontstaan door zandwinning voor de bouw van wegen en dijken. Het hele gebied is ca. vijftig hectare groot, de plas beslaat daarvan tweeëntwintig ha. Het is een van de drie grote recreatieplassen in de gemeente Zwolle.

## Gebruik
De plas wordt gebruikt om te zwemmen, zonnen, duiken en wandelen en is vrij toegankelijk tot 22:00 en trekt jaarlijks circa 200.000 tot 300.000 bezoekers, waarvan circa ¾ deel uit zwemmers bestaat.
Op een klein gedeelte (circa 0,5 hectare) is naaktrecreatie toegestaan. Dit gebied staat aangegeven met borden. Er is van juni tot augustus toezicht van de reddingsbrigade, Zwolle er is met boeien een ondiep gedeelte afgezet voor kinderen. Het zwemwater wordt regelmatig gecontroleerd. Gedurende de zomermaanden is er een EHBO-post ingericht bij het beheerdersgebouw, alsmede een kiosk waar men versnaperingen als kan kopen. Op het terrein zijn toiletten en douches en er staan afvalbakken.
Op de bodem van een diep deel van de plas ligt ten behoeve van de duiksport een grote hoeveelheid afgedankt sanitair zoals toiletpotten en badkuipen, alsook twee auto's, een scheepswrak en een oefenplatform.
Er is een parkeerterrein, maar na 22:00 is de toegang voor voertuigen verboden. Motorboten zijn op de plas niet toegestaan. Paarden worden niet toegelaten, buiten het zwemseizoen zijn honden welkom.
In 2015 is er een wakeboard- en waterskibaan geopend genaamd 'Lakeside'.
Op de weiden rond de plas worden incidenteel muziekfestivals gehouden.

## Ecologie

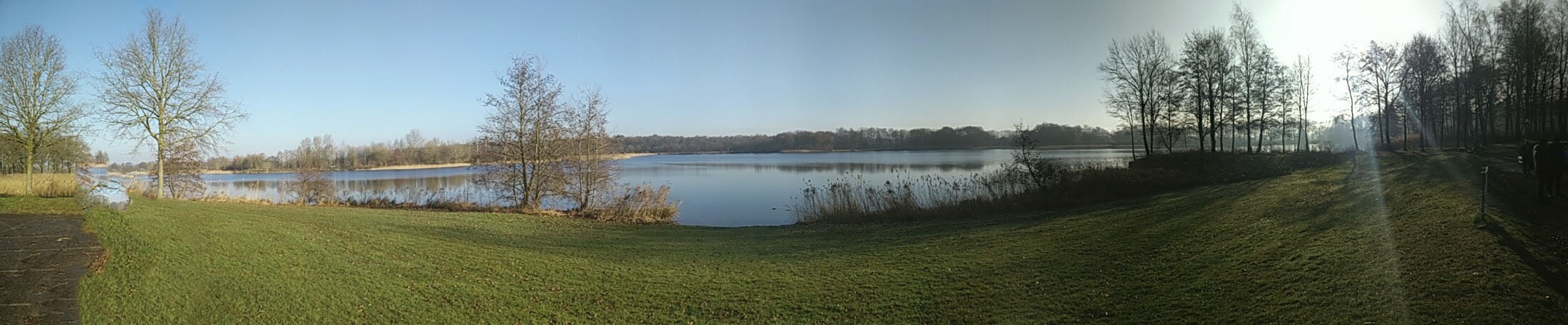
Panorama Wijthmenerplas

Vissoorten in de plas zijn onder andere snoek, karper, zeelt, baars, paling en alver. Ook de Europese rivierkreeft komt er voor. Als het water warmer is dan 24 °C kan de zoetwaterkwal worden aangetroffen.